# Битва під Загалем
Битва під Загалем — битва між загоном запорізьких козаків і повсталих селян з одного боку та польсько-литовською каральною експедицією з іншого, що відбулася під час Хмельниччини 17–18 червня 1649 р. поблизу с. Загалє на Поліссі.
Козацькі сили налічували близько 3 тис. осіб, ядро яких становив Канівський полк запорізьких козаків, решту становили повсталі селяни. Їхнім командиром був козацький полковник Ілля Голота. Польсько-литовська каральна експедиція нараховувала близько 1200 вояків і нею керував польовий писар Владислав Волович.
Козаки на човнах дісталися до Красносілля по Прип'яті, а потім сушею рушили на північ. 17 червня вони атакували слабші польсько-литовські сили, якими за відсутності Волловича командували Валеріан Фаленцький і Ян Доновай. Вони окопалися в таборі в Загалі і кілька разів відбивали козацькі атаки. Несподівано полякам і литовцям на допомогу прийшло підкріплення, надіслане з Річиці іншим командиром антикозацької експедиції, литовським стражем Грехором Мирським, у складі 150 драгунів і 200 німецьких піхотинців. Завдяки атаці допомоги в тил козакам польсько-литовські війська з табору в Загалі змогли вийти на поле. У результаті козаки зазнали повної поразки, втративши близько 1600 осіб. Загинув і сам козацький старшина полковник Ілля Голота. З польсько-литовського боку втрати становили 216 убитими та пораненими. Серед інших був поранений один із командирів, Валеріан Фаленцький.
За іншим джерелом, результат битви вирішив сотник Самуїл Смольський, який чотирма козацькими хоругвами (різновид середньої кінноти з оманливою назвою) розгромив ліве крило запорозького війська. Відзначилися в битві й легкоозброєні татарські хоругви.

## Інші битви литовців і козаків під час повстання Хмельницького
- Битва під Гомелем (вересень 1653 р.)
- Битва під Мозирем (вересень 1653 р.)
- Чорнобильська битва (серпень 1653 р.)